# Royaume de Shule
200 av. J.-C. – 790
Le royaume de Shule (疏勒 en chinois) ou royaume de Qäshqär est un royaume indo-européen qui s'est développé autour d'une oasis du désert du Taklamakan, sur la branche nord de la route de la soie. Il a longtemps fait partie du Protectorat des Régions de l'Ouest, puis du Protectorat général pour pacifier l'Ouest, ce qui correspond actuellement a la province du Xinjiang, qui est située au Nord-ouest de la Chine. Il a pour capitale la ville de Kachgar, dont l'eau provient de la rivière du même nom. Comme dans la plupart des royaumes voisins, les habitants de Shule parlent le kanchaki, dialecte faisant partie des langues scythes, qui est une des langues iraniennes orientales.
Jusqu'à la fin du VIIe siècle, Shule est vassalisé tour à tour par la Chine, les Göktürk et les royaumes tibétains. Durant les années 790 ce royaume disparaît, absorbé par l'empire du Tibet. Par la suite, la région de Kachgar est absorbée par le royaume des Qarakhanides et c'est à partir de cette période que la région s'islamise et que les peuples indo-européens sont petit à petit remplacés par des peuples d'origine turque.

## Histoire
La première mention connue du royaume de Shule date d'environ 120 av. J.-C., lorsque des envoyés de la dynastie Han arrivent à Kachgar alors qu'ils cherchent à entrer en contact avec les tribus Yuezhi. Le royaume de Qäshqär est alors désigné par les chinois par sa capitale, Shule. Il s'agit d'un important centre commercial longeant la route de la soie. En 127 av. J.-C., Shule commence à verser un tribut aux Han. En 168, après l’assassinat du roi de Shule par Hede, qui devient le nouveau roi, les Han déclarent la guerre à Shule. Le conflit s’achève en 170 av. J.-C., après l'échec du siège de Zhenzhong. 
Durant l'expédition de Zhang Qian, le royaume est décrit comme possédant trois villes qui, ensemble, atteignent une population de 100.000 habitants. Sous la dynastie Tang, cette estimation sera corrigée et mentionne alors douze grandes villes et une dizaine de petites villes. Cette évolution indique qu'entre le IIe siècle av. J.-C. et le VIe siècle, le royaume de Shule s'étend considérablement et s'urbanise. 
Après le conflit avec les Han, la population croit fortement et sa capitale héberge jusqu'à 21.000 habitants au IIe siècle av. J.-C. selon les registres han. La ville est dotées d'importants marchés, mais également d'une forte garnison chinoise jusqu'à la chute de la dynastie occidentale des Han. Au début du Ier siècle, le royaume de Shule se trouve sous l'influence de l'Empire kouchan qui y introduisent le bouddhisme.
En 220, lors de la chute de la dynastie Han, Shule a conquis les cités-États de Zhenzhong, Yarkand, Jieshi, Qusha, Xiye, et Yinai. Pendant le Ve siècle, le royaume de Shule devient un vassal des Göktürks et leur verse un tribut. Ils ne regagnent leur indépendance qu'en 630, lorsque les Göktürks sont vaincus par les Chinois de la dynastie Tang. 
Cette indépendance dure peu de temps, car en 632, Shule devient le vassal des Tang, à la suite de leur conquête des royaumes des oasis. Selon certaines sources, Shule se serait contenté de verser un tribut aux Tang, qui n'auraient eu de suzerains que le nom,,. 
À partir de 640, Shule est véritablement annexé par les Tang et est intégré au Protectorat général pour pacifier l'Ouest, jusqu'en 790 Shule devient l'un des sièges des quatre garnisons d'Anxi.
En 670, Shule est conquise par l'empire du Tibet, mais le royaume se déclare vassal des Tang dès 673. Il faut toutefois attendre 692 pour que les Tang réussissent à reconquérir Shule.
Selon certaines sources, Qutayba ben Muslim aurait attaqué Kachgar en 715, mais rien n'est moins sûr,.
Le royaume de Shule est reconquis par les Tibétains en 790 et les Tang n'arriveront jamais à le reprendre. À partir de cette date, le royaume de Shule disparaît définitivement.
Lors de l'effondrement de l'empire du Tibet, la région de Kachgar est absorbée par le royaume des Qarakhanides ; c'est alors que l'islamisation et la turquification de la région commencent. D'après le linguiste turc Mahmoud de Kachgar, au XIe siècle on parle toujours des langues non turques dans la région de Kachgar, comme le kanchaki et le sogdien. En se basant sur les sources existantes, les linguistes pensent que le kanchaki, la langue parlée à Shule, fait partie des langues scythes, et que la turquisation du bassin du Tarim est achevée à la fin du XIe siècle. Yusuf Khass Hajib et Mahmoud de Kachgar sont tous deux originaires du royaume de Shule.
Afin de permettre aux différentes villes du royaume de Shule de subsister, un important réseau hydraulique similaire à celui de Tourfan y est développé. Les nombreux karez sont désormais asséchés et l'ancienne cité de Khan-Öy, fondée au IIe siècle et probablement détruite durant le XIIIe siècle.

## Économie
Shule faisant partie de la branche nord de la route de la soie, la plus grande partie de ses échanges commerciaux empruntent le Yumenguan et le massif du Pamir

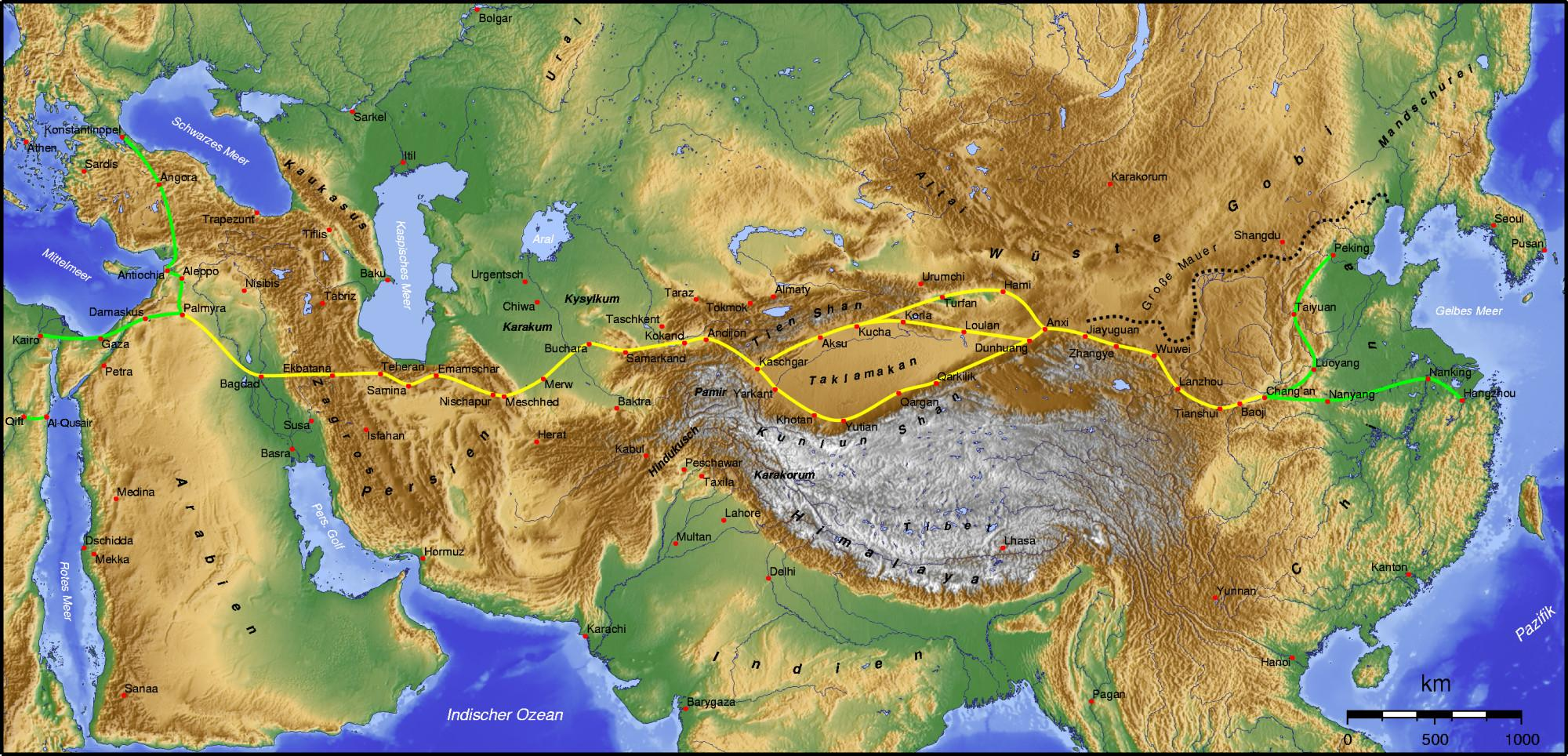
La position de Kachgar, la capitale du Royaume de Shule, est indiquée sur la carte

La branche nord de la route de la soie qui passe par Kachgar se divise en deux branches après l'oasis. La route qui passe par le nord du bassin du Tarim part de Kachgar et traverse Aksu, Kucha, Korla, traverse les portes de fer, continue à traverser Karasahr, Jiaohe, Tourfan, Gaochang et Kumul, avant de s'achever à Anxi. La route du sud du bassin du Tarim part également de Kachgar et traverse Yarkant, Karghalik, Pishan, Hotan, Keriya, Niya, Qarqan, Qarkilik, Miran et Dunhuang, avant d'arriver également à Anxi.

## Ethnologie
La population de Shule possède de nombreuses caractéristiques communes avec les momies du Tarim. Ils portent de nombreux tatouages, ont des yeux bleus et encore plusieurs caractéristiques caucasiennes. Ils pratiquent également la déformation des crânes des nourrissons, sont décrits comme féroces et fourbes, et ont peu d'estime pour les affaires spirituelles. En réalité, le royaume de Shule se trouve au carrefour de la transmission de plusieurs cultes tels que le bouddhisme, le zoroastrisme et le nestorianisme.

## Dirigeants
- Cheng (成) 70
- Dou Ti (兜題) 72
- Zhong (忠) 74
- Cheng Da (成大) 84
- An Guo (安國) 116
- Yi Fu (遺腹) 125
- Chen Pan (臣磐) 127
- He De (和得) 168
- A Mijue (阿彌厥) 605
- Pei Chuo (裴綽) 618
- Pei Amozhi (裴阿摩支) 627
- Pei Yijian (裴夷健) 698
- Pei Anding (裴安定) 728
- Pei Guoliang (裴國良) 753
- Pei Lengleng (裴冷冷) 784–789? / général de l'armée Tang – Lu Yang (魯陽) 789

## Voir également
- Protectorat général pour pacifier l'Ouest
- Tokhariens
- Turkestan
- Yuezhi